# From Ashes Rise
From Ashes Rise (litt. "S'élever de la poussière") est un groupe américain de crust punk, formé à Nashville en 1997. En compagnie du groupe Tragedy, il s'installe à Portland au début des années 2000.

## Histoire
Début 1997, Dave Atchison (en) et Brad Boatright (en) forment le groupe avec le guitariste Jeff Andrews, le bassiste Jason Piercey, et le chanteur Marshall Perdue. Très vite, John Wilkerson remplace Andrews. Aussitôt le groupe donne des concerts dans l'est des États-Unis. Après cette série, Perdue part, Boatright et Wilkerson se partagent le chant. Le groupe dans cette nouvelle composition enregistre un EP, Fragments Of A Fallen Sky, produit par Clean Plate Records en 1998.
Alors que le groupe fait sa première tournée nationale, Piercey décide de partir, le groupe la finit sans bassite. En 1998, Billy Davis vient pour l'enregistrement de l'EP Life and Death. Ensuite Ryan Teetzen, de Burned Up Bled Dry, arrive et enregistre les deux 12" EPs pour Feral Ward Records, qui prendra le nom de The Great American Steak Religion (en). En 2001, Davis, qui a déménagé à Portland pour former Tragedy avec d'anciens membres de His Hero Is Gone, reintègre From Ashes Rise. Après l'enregistrement du split avec les Suédois de Victims (en) sur Havoc Records (de), le groupe signe un contrat avec le label Jade Tree Records et commence à écrire les chansons de l'album Nightmares. En 2004, Davis part à nouveau et est remplacé par Derek Willman juste avant la tournée en Amérique et en Europe. Le groupe se dissout à l'automne 2005 après une tournée en compagnie du grand groupe britannique, les Subhumans.
Le 12 octobre 2009, un show est donné au Satyricon (en) de Portland pour annoncer la reformation du groupe pour le 21 février 2010. Après ce concert et la sortie de Live Hell en mars, le groupe entame une grande tournée qui l'amène à Montréal, à Los Angeles, au Maryland Deathfest, ainsi qu'en Europe, en particulier Punk Illegal Festival à Munkedal ou au Hellfest en 2012 en compagnie de Tragedy.
Dans de nombreux interviews, les membres parlent de donner suite et enregistrent en janvier 2012 deux chansons pour un EP sur le label Southern Lord Records. Le 25 décembre 2011, le chanteur-guitariste Brad Boatright créa Audiosiege Media, qui est une division de Moshpit Tragedy Records.

## Discographie
- Fragments of a Fallen Sky (1998), 7", Clean Plate Records
- Life and Death (1999), 7", Partners In Crime Records
- Concrete & Steel (2000), LP, Feral Ward Records
- Discography (2000), CD, Feral Ward Records
- Silence (2000), LP, Feral Ward Records
- From Ashes Rise/Victims (2003), split LP, Havoc Records
- Nightmares (2003), CD, Jade Tree/LP, Havoc Records
- Live Hell (2010), LP, Jade Tree

## Source de la traduction
- (en) Cet article est partiellement ou en totalité issu de l’article de Wikipédia en anglais intitulé « From Ashes Rise » (voir la liste des auteurs).